# ستيفان أوجيه
ستيفان اوجيه (بالفرنسية: Stéphane Augé)‏ مواليد 6 ديسمبر 1974 في البرانيس الأطلسية، فرنسا، هو دراج فرنسي سابق في صنف سباق الدراجات على الطريق.

## السجل
- فاز بطواف ألمانيا 2003 المرحلة الثالثة
- فاز بطواف ليموزان 2006 المرحلة السادسة
- فاز بطواف بولندا 2006 المرحلة الثالثة

## روابط خارجية
- ستيفان أوجيه على موقع الاتحاد الدولي للدراجات (الإنجليزية)
- ستيفان أوجيه على موقع أرشيف الدراجات (الإنجليزية)
- ستيفان أوجيه على موقع إحصائيات الدراجات الإحترافية (الإنجليزية)
- ستيفان أوجيه على موقع نسبة الدراجات (الإنجليزية)
- ستيفان أوجيه على موقع CycleBase (الإنجليزية)